# Talpa de Allende
Talpa de Allende es una localidad del estado mexicano de Jalisco. Es la cabecera del municipio de Talpa de Allende.

## Toponimia
El nombre «Talpa» proviene de los términos en náhuatl: tlalli, tierra; pan, sobre. Su significado es «Sobre la tierra». El nombre «Allende» rinde homenaje a Ignacio Allende, héroe de la Independencia de México.

## Demografía
| Gráfica de evolución demográfica |
|                                  |

| Censo | Población |
| ----- | --------- |
| 1900  | 3 545     |
| 1910  | 2 966     |
| 1921  | 2 849     |
| 1930  | 2 782     |
| 1940  | 2 722     |
| 1950  | 3 158     |
| 1960  | 3 587     |
| 1970  | 4 264     |
| 1980  | 5 848     |
| 1990  | 6 117     |
| 2000  | 7 283     |
| 2010  | 8 839     |
| 2020  | 10 112    |